# Elecciones provinciales de Córdoba de 1958
Las elecciones generales de la provincia de Córdoba de 1958 tuvieron lugar el 23 de febrero del mencionado año, al mismo tiempo que las elecciones presidenciales y legislativas a nivel nacional. Tuvieron lugar en el marco de la Revolución Libertadora, dictadura militar instaurada tras el derrocamiento de Juan Domingo Perón por medio de un golpe de Estado en 1955. Con el peronismo proscrito y la Unión Cívica Radical, principal partido opositor al mismo, dividida, la contienda fue entre Arturo Zanichelli, de la Unión Cívica Radical Intransigente, y Eduardo Gamond, de la Unión Cívica Radical del Pueblo.
En el contexto del apoyo declarado de Perón a la candidatura intransigente de Arturo Frondizi, los votos del peronismo, que hasta entonces se manifestaba por medio del voto en blanco, fueron a parar al frondizismo, y Zanichelli al igual que los demás candidatos a gobernador de la UCRI se vio beneficiado por ello al obtener una estrecha victoria con el 43.26% de los votos contra el 37.21% de Gamond. Sin embargo, no podría completar su mandato por la intervención federal de la provincia en 1960.

## Resultados
|  | 43,26 % |

|  | 37,21 % |

|  | 10,16 % |

|  | 6,86 % |

|  | 1,29 % |

|  | 1,21 % |

|  | 92,24 % |

|  | 5,39 % |

|  | 2,37 % |

|  | 100 % |

|  | 91,60 % |